# Tournoi de tennis Washington Indoors
Ne doit pas être confondu avec Tournoi de tennis de Washington.
L'Indoor de Washington est un tournoi de tennis du circuit masculin de l'ATP joué à Washington aux États-Unis entre 1972 et 1980.
Il était joué en intérieur sur moquette et faisait partie du World Championship Tennis entre 1973 et 1976.
Un tournoi de l'US Indoor Tennis Circuit a également été organisé à Washington en 1973 et 1974.

## Palmarès

### Simple
| No | Date       | Nom et lieu du tournoi                                | Catégorie | Dotation  | Surface         | Vainqueur       | Finaliste       | Score                   |  |
| -- | ---------- | ----------------------------------------------------- | --------- | --------- | --------------- | --------------- | --------------- | ----------------------- |  |
| 1  | 13-03-1972 | Equity Funding International, Washington              |           | NC $      | Moquette (int.) | Stan Smith      | Jimmy Connors   | 4-6, 6-1, 6-3, 4-6, 6-1 |  |
| 2  | 19-03-1973 | Union Trust Classic, Washington                       |           | 50 000 $  | Moquette (int.) | Tom Okker       | Arthur Ashe     | 6-3, 64-7, 7-63         |  |
| 3  | 20-03-1973 | Equity Tournament, Washington                         |           | NC $      | Moquette (int.) | Ilie Năstase    | Jimmy Connors   | 4-6, 6-4, 6-2, 5-7, 6-2 |  |
| 4  | 18-03-1974 | Xerox WCT Classic, Washington                         |           | 50 000 $  | Moquette (int.) | Ilie Năstase    | Tom Okker       | 6-3, 6-3                |  |
| 5  | 07-04-1974 | Vince Lombardi Memorial Tennis Tournament, Washington |           | NC $      | Moquette (int.) | Vijay Amritraj  | Karl Meiler     | 6-4, 6-3                |  |
| 6  | 10-03-1975 | Xerox Tennis Classic, Washington                      |           | 60 000 $  | Moquette (int.) | Mark Cox        | Dick Stockton   | 6-2, 7-65               |  |
| 7  | 15-03-1976 | , Washington                                          |           | 60 000 $  | Moquette (int.) | Harold Solomon  | Onny Parun      | 6-3, 6-1                |  |
| 8  | 14-03-1977 | Volvo Tennis Classic, Washington                      |           | 100 000 $ | Moquette (int.) | Brian Gottfried | Robert Lutz     | 6-1, 6-2                |  |
| 9  | 13-03-1978 | Volvo Tennis Classic, Washington                      |           | 125 000 $ | Moquette (int.) | Brian Gottfried | Raúl Ramírez    | 7-5, 7-6                |  |
| 10 | 12-03-1979 | Volvo Tennis Classic, Washington                      |           | 125 000 $ | Moquette (int.) | Roscoe Tanner   | Brian Gottfried | 6-4, 6-4                |  |
| 11 | 03-03-1980 | Volvo Tennis Classic, Washington                      |           | 125 000 $ | Moquette (int.) | Victor Amaya    | Ivan Lendl      | 6-7, 6-4, 7-5           |  |

### Double
| No | Date       | Nom et lieu du tournoi                                | Catégorie | Dotation  | Surface         | Vainqueurs                 | Finalistes                        | Score              |  |
| -- | ---------- | ----------------------------------------------------- | --------- | --------- | --------------- | -------------------------- | --------------------------------- | ------------------ |  |
| 1  | 13-03-1972 | Equity Funding International, Washington              |           | NC $      | Moquette (int.) | Tom Edlefsen Cliff Richey  | Clark Graebner Thomaz Koch        | 6-4, 6-3           |  |
| 2  | 19-03-1973 | Union Trust Classic, Washington                       |           | 50 000 $  | Moquette (int.) | Tom Okker Marty Riessen    | Arthur Ashe Roscoe Tanner         | 4-6, 7-6, 6-2      |  |
| 3  | 18-03-1974 | Xerox WCT Classic, Washington                         |           | 50 000 $  | Moquette (int.) | Bob Hewitt Frew McMillan   | Tom Okker Marty Riessen           | 7-6, 6-3           |  |
| 4  | 07-04-1974 | Vince Lombardi Memorial Tennis Tournament, Washington |           | NC $      | Moquette (int.) | Ian Fletcher Eugene Russo  | Ian Crookenden Frederick Drilling | NC                 |  |
| 5  | 10-03-1975 | Xerox Tennis Classic, Washington                      |           | 60 000 $  | Moquette (int.) | Mike Estep Jeff Simpson    | Anand Amritraj Vijay Amritraj     | 7-65, 6-3          |  |
| 6  | 15-03-1976 | , Washington                                          |           | 60 000 $  | Moquette (int.) | Eddie Dibbs Harold Solomon | Mark Cox Cliff Drysdale           | 6-4, 7-5           |  |
| 7  | 14-03-1977 | Volvo Tennis Classic, Washington                      |           | 100 000 $ | Moquette (int.) | Robert Lutz Stan Smith     | Brian Gottfried Raúl Ramírez      | 6-3, 7-5           |  |
| 8  | 13-03-1978 | Volvo Tennis Classic, Washington                      |           | 125 000 $ | Moquette (int.) | Robert Lutz Stan Smith     | Arthur Ashe John McEnroe          | 6-7, 7-5, 6-1      |  |
| 9  | 12-03-1979 | Volvo Tennis Classic, Washington                      |           | 125 000 $ | Moquette (int.) | Robert Lutz Stan Smith     | Robert Carmichael Brian Teacher   | 6-4, 7-5, 3-6, 7-6 |  |
| 10 | 03-03-1980 | Volvo Tennis Classic, Washington                      |           | 125 000 $ | Moquette (int.) | Brian Teacher Ferdi Taygan | Kevin Curren Steve Denton         | 4-6, 6-3, 7-6      |  |